# 奈良県道224号大台大迫線
奈良県道224号大台大迫線（ならけんどう224ごう おおだいおおさこせん）は、奈良県吉野郡川上村を通る一般県道である。

## 概要
吉野郡川上村大字入之波（しおのは）から吉野郡川上村大字大迫に至る。
三重県境から西進し、国道169号へ至る。起点の吉野郡川上村大字大台辻から同村大字入之波字筏場までは台高山脈への登山道であるため、自動車の通行は不能。

### 路線データ
- 起点：吉野郡川上村大字入之波
- 終点：吉野郡川上村大字大迫（国道169号交点）

## 路線状況

### 道路施設

#### 橋梁
- 入之波（しおのは）大橋（吉野川、吉野郡川上村）

#### トンネル
- 入之波トンネル：延長166 m、竣工年不明、吉野郡川上村
- 藤がせトンネル：延長104 m、竣工年不明、吉野郡川上村
- 長平（おさのだいら）トンネル：延長92 m、竣工年不明、吉野郡川上村

## 地理

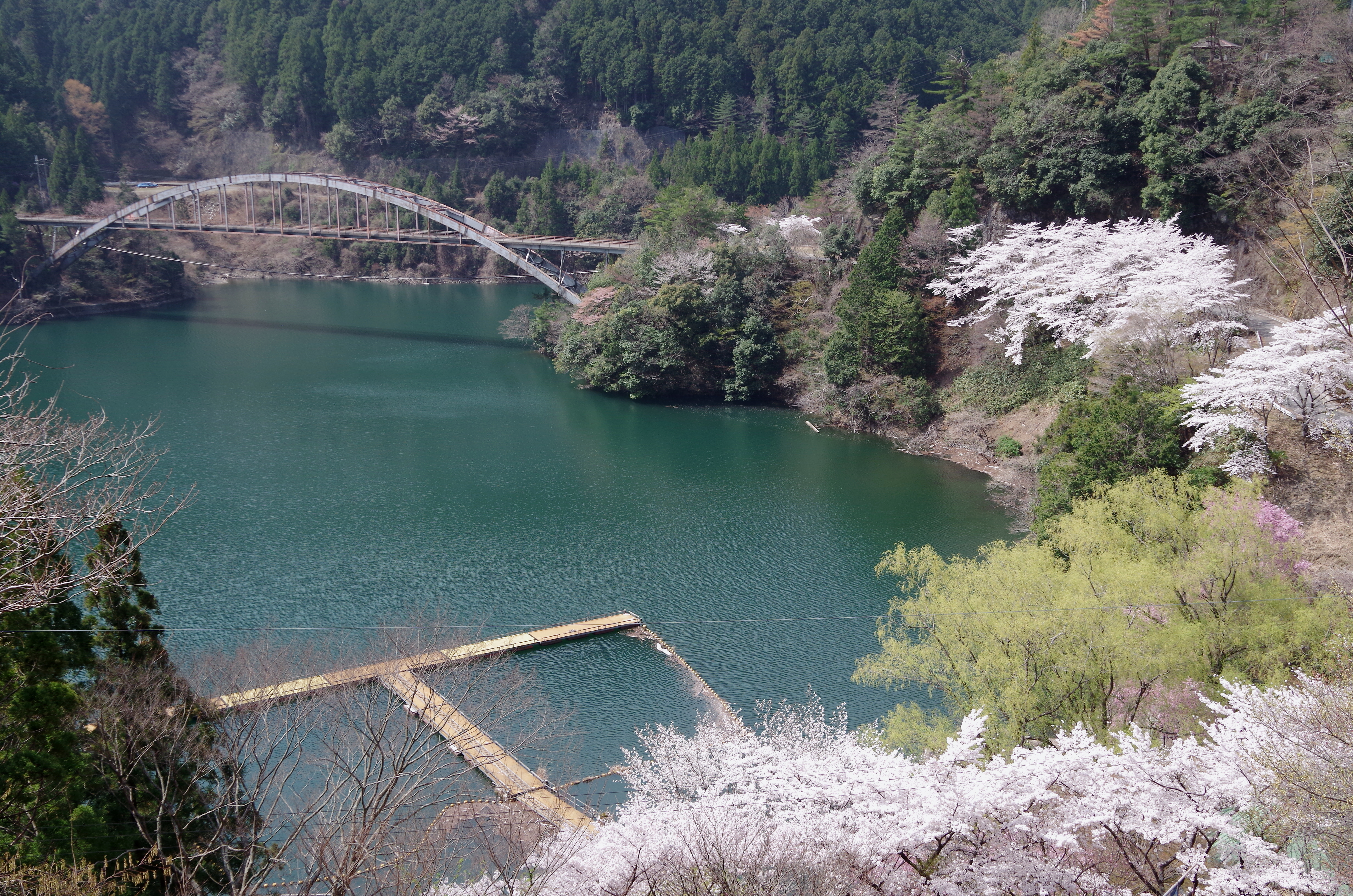
ダム湖にかかる入之波大橋（2018年4月）

### 通過する自治体
- 奈良県
  - 吉野郡川上村

### 交差する道路
| 交差する道路 | 交差する場所 | 交差する場所 |
| ------------ | ------------ | ------------ |
| 国道169号    | 大字大迫     | 終点         |

### 沿線
- 入之波温泉
- 大迫ダム